# 全性寺 (金沢市)

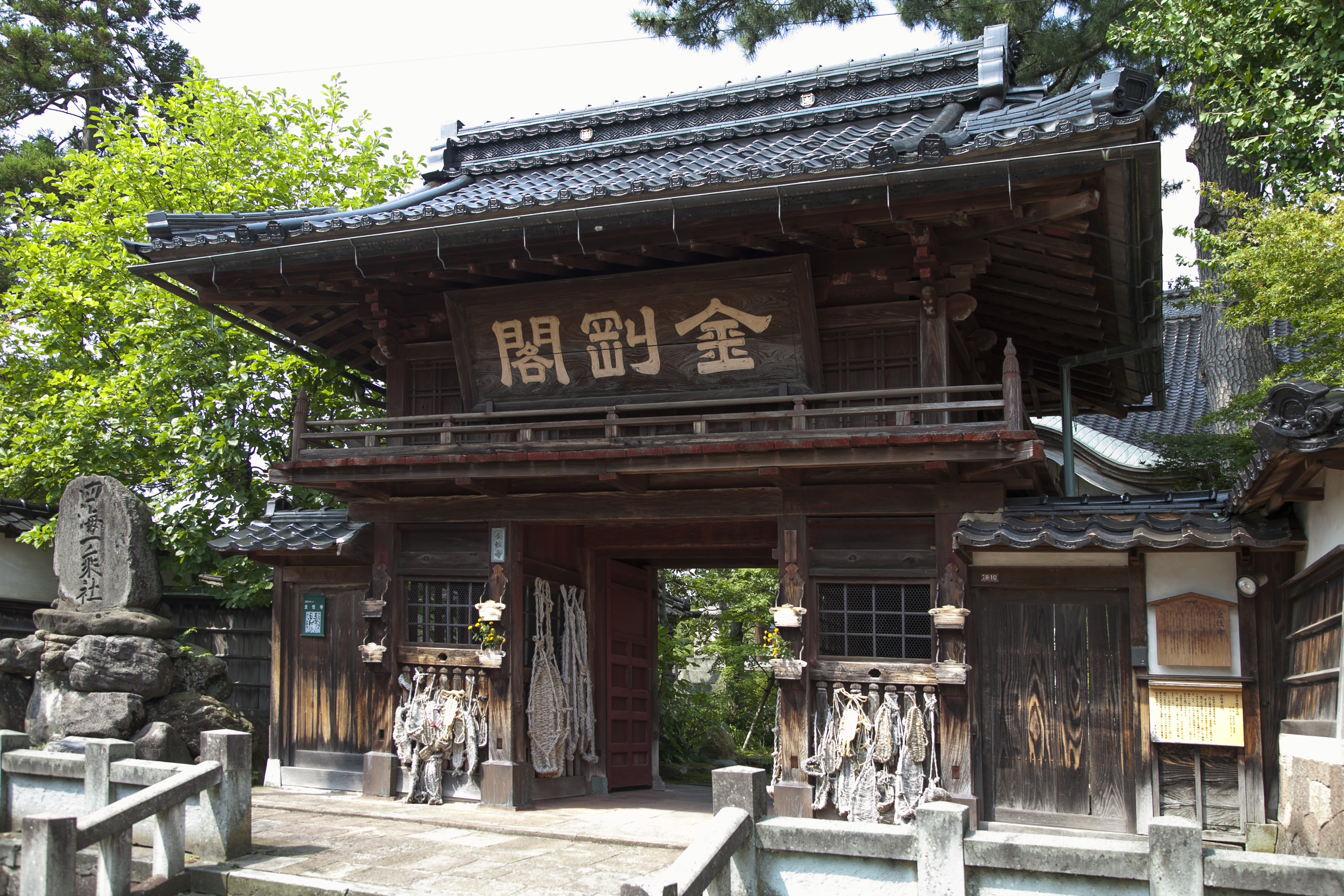
全性寺山門

全性寺（ぜんしょうじ）は、石川県金沢市東山にある日蓮宗の寺院。山号は妙具山。旧本山は大本山妙顕寺（四条門流）、勇師法縁。山門は金沢市指定文化財。

## 歴史
大永2年（1522年）越前脇本の妙泰寺住持の日仁が、檀越を獲得して越中射水郡放生津に移転し、その後天明6年（1786年）円光寺と共に現在地に移転した。

## 金沢市指定文化財
山門　入母屋造の楼門。外壁等に弁柄を塗られているので赤門の俗称がある。建立年代未詳であるが様式から18世紀後半と推定されている。卯辰山山麓寺院群の中で楼門は少なく貴重な門である。

## 参考資料
- 日蓮宗寺院大鑑編集委員会『宗祖第七百遠忌記念出版 日蓮宗寺院大鑑』大本山池上本門寺 (1981年)

座標: 北緯36度34分35.3秒 東経136度40分9.1秒 / 北緯36.576472度 東経136.669194度